# 综合桁架结构
綜合桁架結構（Integrated Truss Structure，縮寫 ITS），是國際太空站的主體桁架結構。
該桁架結構是一个由11段高科技梁结构所組成。该站提供的骨干，支持美国的太阳能电池阵列、散热器等设备。安装S6托架部分，空间站的机械臂必须扩大其覆盖面，只是尽可能地使它僅有非常小的回旋余地。S6桁架部分的重量不超过31,000磅或14,061公斤。安装后，S6，桁架将有335英尺（102米）长。
每个太阳电池翼的有两个长115英尺（35米）的阵列，总共240英尺的翼展（73米），包括连接的两个翅膀。该站的阵列可以产生可用的电能高达120千瓦——足以提供约四十二个2800平方英尺（260平方米）的房屋電源。